# كيكي (فلم 1926)
كيكي (بالإنجليزية: Kiki) هو فيلم أبيض وأسود كوميدي رومانسي أمريكي صامت إنتاج عام 1926 أخرجه كلارنس براون وبطولة نورما تالمادج ورونالد كولمان. يستند الفيلم إلى مسرحية تحمل الاسم نفسه عام 1918 لأندريه بيكار، والتي تم تعديلها لاحقًا بواسطة ديفيد بيلاسكو وأداها في برودواي نجاحًا كبيرًا في عام 1921 من قبل ملهمته لينور أولريك.
تمت استعادة الفيلم من النسخ الثلاث المتبقية "غير المكتملة إلى حد ما" ، واحدة باللغات الإنجليزية والفرنسية والتشيكية. كما لوحظ في مقدمة الفيلم المستعاد ، تختلف خطوط القصة الإنجليزية والفرنسية.

## فريق التمثيل
- نورما تالمادج في دور كيكي
- رونالد كولمان في دور فيكتور رينال
- جيرترود أستور في دور بوليت
- مارك ماكديرموت في دور البارون راب
- جورج آرثر في دور أدولف، خادم رينال الذي يصبح عدو كيكي
- وليام أورلاموند في دور برول
- اروين كونيلي في دور جولي
- فرانكي دارو في دور بيير
- ماك سوين في دور عامل حلواني
- أوجيني بيسير في دور صاحبة الأرض (غير معتمد)
- أغوستينو بورغاتو في دور طبيب (غير معتمد)
- أندريه تشيرون في دور مايتر د (غير معتمد)
- ماتيلد كومونت في دور خادمة (غير معتمدة)
- فرد ملتستا في دور تشيرون  (غير معتمد)
- إلينور فاندرفير في دور راعي مطعم (غير معتمد)

## روابط خارجية
- Kiki  في قاعدة بيانات الأفلام على الإنترنت (بالإنجليزية)
- Kiki على موقع أول موفي.